# Khủng hoảng chính trị Thái Lan 2008–2010

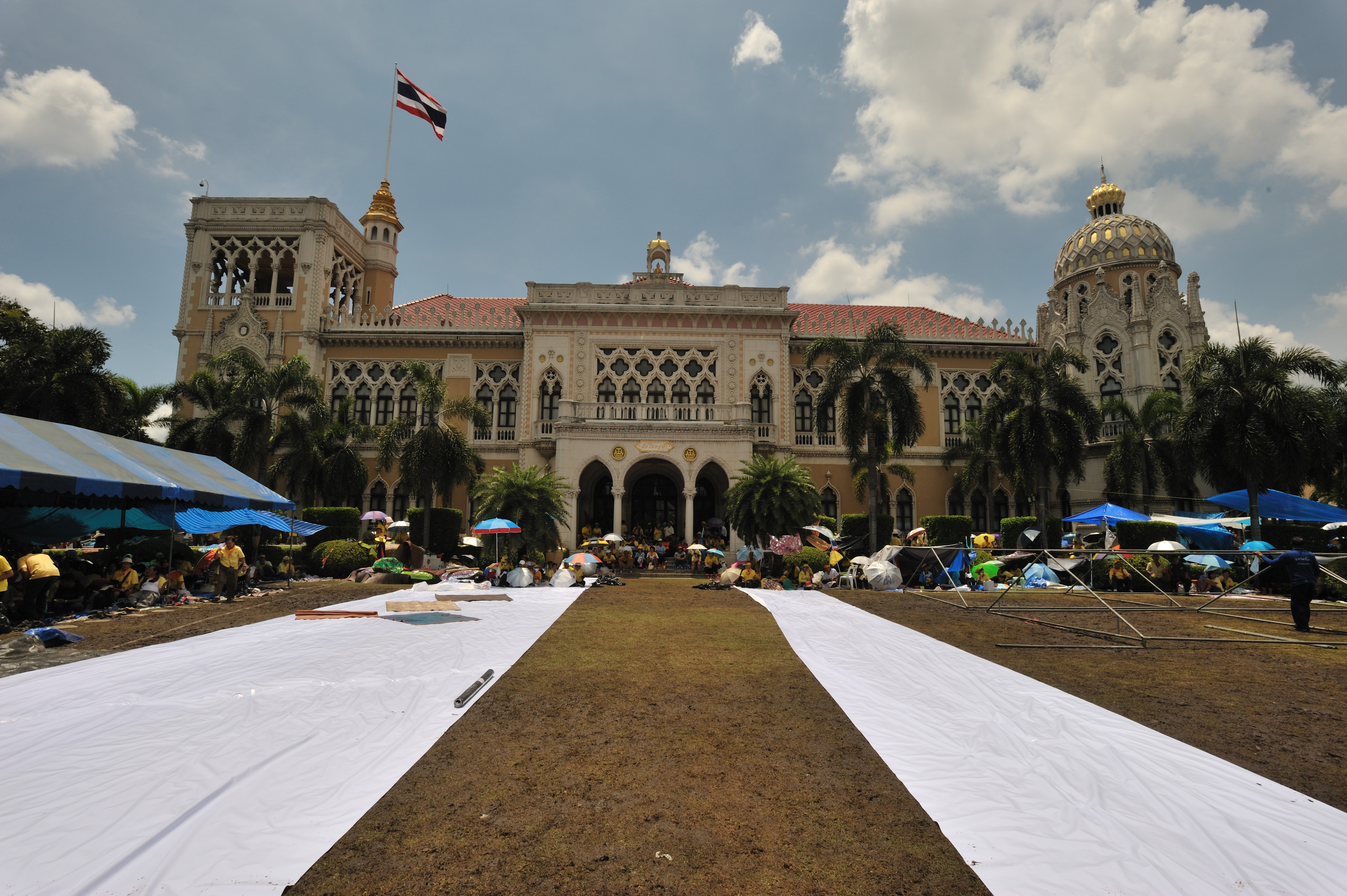
Liên minh Nhân dân vì Dân chủ bao vây và chiếm Nhà quốc hội Thái Lan từ tháng 8 tới tháng 12 năm 2008.

Kể từ năm 2008, các cuộc khủng hoảng chính trị tại Thái Lan, giữa Liên minh Nhân dân vì Dân chủ (PAD) và Đảng Sức mạnh Nhân dân (PPP) của chính phủ thủ tướng Samak Sundaravej và Somchai Wongsawat, rồi tiếp đó là chính phủ của Đảng Dân chủ Thái Lan của thủ tướng Abhisit Vejjajiva và Mặt trận Quốc gia Thống nhất vì Dân chủ chống độc tài (UDD). Đây là sự tiếp nối của cuộc khủng hoảng chính trị tại Thái Lan từ 2005–2006, với việc PAD chống lại chính phủ của Thủ tướng Thaksin Shinawatra. Những người ủng hộ đảng PAD mặc áo vàng, gọi là phe "áo vàng", màu hoàng gia của vua Bhumibol Adulyadej. Những người của đảng UDD mặc áo đỏ, gọi là phe "áo đỏ", ủng hộ thủ tướng bị phế truất Thaksin Shinawatra.